# 610 Валеска
610 Валеска (610 Valeska) — астероїд головного поясу, відкритий 26 вересня 1906 року Максом Вольфом у Гейдельберзі.
Тіссеранів параметр щодо Юпітера — 3,138.